# Sungsang II
Sungsang II is een bestuurslaag in het regentschap Banyuasin van de provincie Zuid-Sumatra, Indonesië. Sungsang II telt 5723 inwoners (volkstelling 2010).